# Ibn Arabi
Abu-Bakr Muhyi ad-Din Muhammad bin 'Ali bin al-'Arabi(n. 7 august 1165 în Murcia, Spania; d. 16 noiembrie 1240 în Damasc),(arabă: محي الدين (أبو عبد الله محمد بن علي بن محمد بن العربي الحاتمي الطائي) بن عربي), supranumit aș-Șaykh al-Akbar (în latină: Doctor Maximus) și al-Kibrit al-Ahmar (Sulful Roșu), este unul dintre cei mai mari mistici musulmani.  

## Viața și opera

### Perioada andaluză
Ibn ‘Arabi s-a născut pe data 7 august 1165 la Murcia, în Andaluzia într-o familie arabă.
Tatăl său, mare erudit, era  vizir al lui Muhammad bin Mardaniș, conducătorul cetății Murcia. În 1173, după înfrângerea lui Muhammad bin Mardaniș și ocuparea cetății Murcia de către armata distastiei almohade (al-muwahhiduna, 1130-1269, cu capitala la Marrakech), familia sa se mută la Sevilla unde Ibn 'Arabi, în vârstă de opt ani, își începe studiile. Învață Coranul, exegeza coranică, tradiția profetică, gramatica arabă, jurisprudența islamică și retorica. După terminarea studiilor, va lucra pe post secretar pe lângă conducătorii Sevilliei.
În 1179, după primele sale viziuni mistice, tatăl său îl duce la celebrul Ibn Rușd (Averroes), pe atunci cadiu al Cordobei.
După această dată, el începe să-i frecventeze asiduu pe maeștri spirituali din Andaluzia acelor vremuri: șaykh-i Abu-Ja'far al-'Urayni, Abu Ya'qub al-Qaysi, Salih al-'Adawi, Abu-l-Hajjaj Yusuf și încă mulți alții, precum și două mistice, Fatima bint al-Muthanna, a cărei personalitate rămâne învăluită în mister, și Șams Umm al-Fuqara' .

### Perioada călătoriilor în Africa de Nord
În 1193, începe perioada călătoriilor sale în Africa de Nord. Primul oraș în care se oprește, pentru scurtă vreme, este Tunisul unde îl întâlnește pe șaykh-ul 'Abd al-'Aziz al-Mahdawi căruia, mai târziu, în semn de profund respect, îi va dedica lucrarea sa Ruh al-quds (Duhul sfințeniei). Tot la Tunis, are încă o viziune în care se întâlnește cu al-Khidr. După o scurtă reîntoarcere la Sevilla, în 1195, când studiază cu unchiul său tradiția profetică (sunna), pleacă în același an la Fez unde are două viziuni. În prima are loc ascensiunea sa nocturnă la ceruri – după modelul profetic cunoscut – unde atinge Stația Luminii și sub impactul căreia scrie Kitab al-isra' (Cartea Ascensiunii Nocturne), în proză ritmată, în care relatează întâlnirile pe care le-a avut – pe parcursul acestei călătorii - cu profeții aflați în cele șapte ceruri, fiecare după propria sa realizare spirituală. 
În 1198 asistă la funerariile lui Ibn Rușd (Averroes) la Cordoba, care murise în exil la Marrakech. Impresionat de moartea marelui gânditor scrie tratatul Mawaqi' an-nujum (Locurile de repaus ale stelelor), în 1199, pe când se afla la Almeria. 
Tot în 1199, scrie o altă carte, sub impactul celei de-a doua viziuni avută la Fez (1196), intitulată Kitab 'anqa' mughrib (Cartea Fabulosului Grifon din Vest).

### Perioada petrecută  în Orientul Arab
Ibn 'Arabi pleacă pentru totdeauna din Andaluzia în 1200.
În 1202, a participat la peleginajul de la Mecca, după ce petrecuse doi ani la Cairo și Ierusalim. La Mecca va  începe să compună faimoasa sa culegere de poeme Tarjuman al-așwaq (Tălmăcitorul dorurilor) inspirate de Nizam 'Ayn aș-Șams (numele de Nizam a fost redat în latina medievală prin Armonia), o tânără persană, de o mare frumusețe, cu o cultură bogată și o înaltă spiritualitate. Interpretarea mistică pe care Ibn 'Arabi o dă dragostei fizice este conversia dragostei sale pentru Nizam. De altfel, pentru Ibn ‘Arabi totul este dragoste:
„Inima mea poate fi orice: o pajiște pentru gazele, o mănăstire pentru călugări creștini, un templu pentru idoli, Ka'ba pelerinului, tablele Torei și cartea Coranului. Eu cred în religia dragostei, oriunde s-ar îndrepta caravanele sale, căci dragostea este religia și credința mea.”
  (fragment din Tarjuman al-așwaq, traducere: George Grigore)

La Mecca, până în 1204, va termina patru lucrări: Mișkat al-anwar (Firida luminilor; fără nici o legătură cu tratatul omonim al imamului al-Ghazali), Hilyat al-abdal (Podoaba înlocuitorilor), Taj ar-rasa'il (Cununa epistolelor) și Ruh al-quds (Duhul sfințeniei).
În 1204, se oprește la Mosul unde are o nouă viziune în care primește învestitura (khirqa) de la al-Khidr.  De asemenea, el va scrie aici tratatul intitulat at-Tanazzulat al-mawsiliyya (Revelațiile de la Mosul) în care descrie tainele ezoterice legate de abluțiune și rugăciune și semnificațiile acestora în plan spiritual. 
În 1209, la Alep, termină o lucrarea Kitab at-tajalliyat (Cartea Teofaniilor) bazată pe o serie de viziuni teofanice, avute de-a lungul timpului, cu privire la perfecțiunea, generozitatea și milostivenia lui Dumnezeu. Aceste viziuni care pornesc, în general, de la versete din Sura Vaca (a doua sură din Coran) include dialoguri cu marii mistici precum al-Hallaj (Tur, cca 857 – Bagdad, 922), Junayd (m. Bagdad, 910) și încă mulți alții.
În 1214, se reîntoarce la Mecca, unde termină Tarjuman al-așwaq. În final, în 1223 se stabilește la Damasc, la invitația suveranului acestuia al-Malik al-'Adil, unde își petrece ultimii șaptesprezece ani din viață, definitivându-și, pe lângă alte scrieri, cele mai importante opere ale sale: al-Futuhat al-Makkiyya și Fusus al-hikam. Kitab al-futuhat al-makkiyyah fi ma'rifat al-asrar al-malikiyya wa al-mulkiyya – Cartea cuceririlor (spirituale) meccane în cunoașterea Regelui și ale Regatului –, începută în 1202 la Mecca și terminată în 1238 la Damasc, în cele 560 de capitole, prezintă toate căile care duc la cunoașterea mistică. 
Fusus al-hikam (Monturile înțelepciunilor) este scrisă după o viziune din 1229 în care s-a întâlnit cu profetul Muhammad care, după o serie de sfaturi, i-a poruncit să pună totul într-o carte. Rezultatul a fost o chintesență a învățăturilor spirituale ale lui Ibn 'Arabi, în 27 de capitole, câte un capitol dedicat fiecărui mare profet, menționat în Coran, începând cu Adam și terminând cu Muhammad. Profeții sunt comparați cu monturile unui inel în care se pun nestematele care, aici, nu sunt altceva decât ceea ce Dumnezeu a dezvăluit fiecărui profet din înțelepciunea Sa. Profetul Muhammad pentru care Ibn 'Arabi a avut un cult deosebit apare aici ca al-insan al-kamil (omul desăvârșit), teofanie totală a tuturor numelor divine, chintesență a universului, prin excelență. Muhammad este văzut în același timp ca prototip al universului și ca prototip al omului, oglindind perfect Numele și Calitățile lui Dumnezeu. Realitatea muhammadană – al-haqiqa al-muhammadiyya – cuprinde Cuvântul lui Dumnezeu care s-a dezvăluit, în parte, tuturor profeților, culminând cu dezvăluirea totală făcută profetului islamului, Muhammad ca om, ca realitate a acestei lumi. 
O altă carte scrisă la Damasc – în 1229 – este Kitab al-'abadilah (Cartea robilor lui Dumnezeu) în care descrie 117 de tipuri umane numite generic 'Abd Allah (robul lui Dumnezeu, însă la fiecare, vocabula Allah este înlocuită de unul din numele lui Dumnezeu sau ale profetului Muhammad), fiecare considerat o manifestare a unuia din "cele mai frumoase nume" ale lui Dumnezeu (99 la număr) și ale profetului Muhammad (18 la număr).

## Decesul
A murit în 1240, fiind înmormântat la poalele muntelui Qasyun din Damasc – Siria.